# Emily Robison
Emily Robison, nacida Emily Burns Erwin (Massachusetts, 16 de agosto de 1972) es una cantante y compositora estadounidense, miembro del grupo country Dixie Chicks. La cantante toca varios instrumentos, como la guitarra y banjo.
Emily nació en Texas y sus padres eran Barbara Trask y Paul Erwin. Está casada desde 1 de mayo de 1999 con Charlie Robison, padre de sus tres hijos: Charles Augustus, nacido a 11 de noviembre de 2002, y los gemelos Henry Benjamin y Juliana Tex, nacidos el 14 de abril de 2005.